# 坦桑尼亞伊斯蘭教
伊斯蘭教，是坦桑尼亞34%人口的宗教。在大陸上多數穆斯林生活在海岸，尤其是前貿易路線上的城市，而國內多數穆斯林生活在桑給巴爾島上。坦桑尼亞的穆斯林多屬遜尼派沙斐儀派，少數屬什葉派和阿赫迈底亞。

## 歷史
伊斯蘭教最早在坦桑尼亞存在的具體，是帕泰島上的夏加，那里有一座清真寺。一些金、銀、銅錢幣在1980年代出土。
伊斯蘭傳到坦桑尼亞時，阿拉伯奴隸貿易同時來到。根據教科文組織的數據，從坦噶尼喀湖岸邊的Ujiji到桑給巴爾的道路也是阿拉伯人販奴的主要路線。
伊斯蘭教在坦桑尼亞的歷史可以追溯到十世紀時成立的基爾瓦蘇丹國，由一個來自伊朗的王子阿里·伊本·哈珊·設拉茲建立。